# ARCH模型
ARCH模型（英語：Autoregressive conditional heteroskedasticity model，全称：自我迴歸條件異質變異數模型），解决了传统的计量经济学对时间序列变量的第二个假设（變異數恆定）所引起的问题。这个模型是获得2003年诺贝尔经济学奖的计量经济学成果之一。

## 起源
传统的计量经济学对时间序列变量的第二个假设：假定时间序列变量的波动幅度（方差）是固定的，不符合实际，比如，人们早就发现股票收益的波动幅度是随时间而变化的，并非常数。这使得传统的时间序列分析对实际问题并不有效。
罗伯特·恩格尔在1982年发表在《计量经济学》杂志（Econometrica）的一篇论文中提出了ARCH模型解决了时间序列的波动性（volatility）问题，当时他研究的是英国通货膨胀率的波动性。

## ARCH模型内涵
以{\displaystyle \varepsilon _{t}}表示收益或者收益残差，假设{\displaystyle \varepsilon _{t}=\sigma _{t}z_{t}}，此处{\displaystyle z_{t}\sim iid\ N(0,1)}（即独立同分布，均符合期望为0，方差为1的正态分布）此处序列{\displaystyle \sigma _{t}^{2}}建模为
{\displaystyle \sigma _{t}^{2}=\alpha _{0}+\alpha _{1}\varepsilon _{t-1}^{2}+\cdots +\alpha _{p}\varepsilon _{t-p}^{2}}
（其中{\displaystyle \alpha _{0}>0,\alpha _{i}\geq 0,i>0}，即各期收益以非负数线性组合，常数项为正数。

## GARCH模型
如果變異數用ARMA模型來表示，则ARCH模型的变形为GARCH模型（波勒斯勒夫（Bollerslev），1986年）。
GARCH（p，q）模型为
{\displaystyle \sigma _{t}^{2}=\alpha _{0}+\alpha _{1}\varepsilon _{t-1}^{2}+\cdots +\alpha _{q}\varepsilon _{t-q}^{2}+\beta _{1}\sigma _{t-1}^{2}+\cdots +\beta _{p}\sigma _{t-p}^{2}}

### IGARCH
IGARCH模型对GARCH的参数做了限制。IGARCH（p，q）模型可以表示为：
{\displaystyle \sigma _{t}^{2}=\alpha _{0}+\sum _{i=1}^{p}\alpha _{i}\epsilon _{t-i}^{2}+\sum _{i=1}^{q}\beta _{i}\sigma _{t-i}^{2}}
条件是：{\displaystyle \sum _{i=1}^{p}\alpha _{i}+\sum _{i=1}^{q}\beta _{i}=1}

### GARCH-M
GARCH-M模型把异方差项引入平均数方程式。一个简单的GARCH-M（1，1）模型可以表示为：
{\displaystyle y_{t}=~\gamma x_{t}+~\phi ~\sigma _{t-1}+~\epsilon _{t}}
{\displaystyle \sigma _{t}^{2}=\alpha _{0}+\alpha _{1}\epsilon _{t-1}^{2}+\beta _{1}\sigma _{t-1}^{2}}
残差项{\displaystyle ~\epsilon _{t}}定义为：
{\displaystyle ~\epsilon _{t}\sim \ N(0,\sigma _{t}^{2})}

## ARCH模型的应用
ARCH模型能准确地模拟时间序列变量的波动性的变化，它在金融工程学的实证研究中应用广泛，使人们能更加准确地把握风险（波动性），尤其是应用在风险价值（Value at Risk）理论中，在华尔街是人尽皆知的工具。

## ARCH模型的变形和发展
- 波勒斯勒夫（Bollerslev）提出GARCH模型（Generalized ARCH）；
- 利立安（Lilien）提出ARCH-M模型；
- 罗宾斯（Robbins）提出NARCH模型